# Montecarmelo (métro de Madrid)
Montecarmelo est une station de la ligne 10 du métro de Madrid. Elle est située sous l'avenue de l'Abbaye Saint-Dominique de Silos, dans le district de Fuencarral-El Pardo, à Madrid.

## Situation sur le réseau
Établie en souterrain, la station Montecarmelo est située sur la ligne 10 du métro de Madrid, entre Las Tablas et Tres Olivos.

## Histoire
La station ouvre au service commercial le 26 avril 2007, à l'occasion du prolongement de la ligne 10 du métro vers San Sebastián de los Reyes.